# 4604 Стекарстром
4604 Стекарстром (4604 Stekarstrom) — астероїд головного поясу, відкритий 18 вересня 1987 року.
Тіссеранів параметр щодо Юпітера — 3,674.